# Christian Serratos
Christian Serratos, ameriška televizijska in filmska igralka, plesalka in pevka, * 21. september 1990, Pasenada, Kalifornija, Združene države Amerike.

## Biografija

### Zgodnje in zasebno življenje
Christian Serratos je bila rojena 21. septembra 1990 v Pasadeni (Kalifornija Združene države Amerike), odraščala pa je v mestecu San Fernando Valley v Los Angelesu.
Zasebno se udejstvuje kot aktivistka za pravice živali. Med drugim je pozirala gola za kampanjo proti nošenju krzna organizacije PETA. S partnerjem, pevcem Davidom Boydom, ima enega otroka (*2017).

### Kariera
Christian Serratos je s svojo igralsko kariero začela leta 2004 v filmu Mrs. Marshall in televizijski seriji Ned's Declassified School Survival Guide, nadaljevala pa jo je leta 2005 v televizijski seriji Zoey 101.
Leta 2006 je igrala v filmu Cow Belles ter televizijski seriji Sedma nebesa, leta 2007 v televizijski seriji Hannah Montana, leta 2008 pa v filmu Somrak. Nastopila je tudi v nadaljevanjih serije Somrak, Mlada luna (2009), Mrk (2010) in Somrak: Jutranja zarja - 1. del (2011).
Od leta 2014 nastopa v AMC-jevi televizijski seriji Živi mrtveci. Ustvarjalci serije so njen lik, Rosito Espinoso, v 7. sezoni (2016/17) postavili v ospredje kot enega glavnih likov.

## Filmografija

### Filmi
| Leto | Film                            | Vloga            | Opombe |
| ---- | ------------------------------- | ---------------- | --- |
| 2004 | Mrs. Marshall                   | Jillian Marshall | kratki film |
| 2006 | Cow Belles                      | Heather Perez    | stranska vloga |
| 2008 | Somrak                          | Angela Weber     | Young Artist Awards: »Best Performance in a Feature Film: Supporting Young Actress« za najboljšo stransko igralko |
| 2009 | Mlada luna                      | Angela Weber     | |
| 2010 | Mrk                             | Angela Weber     | |
| 2011 | 96 Minutes                      | Lena             | |
| 2011 | Somrak: Jutranja zarja - 1. del | Angela Weber     | |
| 2012 | Somrak: Jutranja zarja - 2. del | Angela Weber     | samo v seznamu nastopajočih                                                                                       |
| 2013 | Pop Star                        | Roxie Santos     | glavna vloga |
| 2014 | Flight 7500                     | Raquel Mendoza   | |

### Televizija
| Leto      | Naslov                                   | Vloga                   | Opombe                                                                          |
| --------- | ---------------------------------------- | ----------------------- | ------------------------------------------------------------------------------- |
| 2004–2007 | Ned's Declassified School Survival Guide | Susan »Suzie« Crabgrass |                                                                                 |
| 2005      | Zoey101                                  | Dekle #1                | epizoda »School Dance«                                                          |
| 2006      | Sedma nebesa                             | Receptorka              | epizoda »Broken Hearts and Promises«                                            |
| 2007      | Hannah Montana                           | Alexa                   | epizoda »The Idol Side of Me«                                                   |
| 2011      | American Horror Story: Murder House      | Becca                   | 1 epizoda                                                                       |
| 2011–12   | The Secret Life of the American Teenager | Raven                   | občasen lik (4.–5. sezona), 9 epizod                                            |
| 2014–22   | Živi mrtveci                             | Rosita Espinosa         | občasen lik (4. sezona) stranska vloga (5.–6. sezona) glavni lik (od 7. sezone) |